# Howard County (Texas)
Howard County je okres ve státě Texas v USA. K roku 2010 zde žilo 35 012 obyvatel. Správním městem okresu je Big Spring. Celková rozloha okresu činí 2 341 km².